# Iosif (fiul lui Iacob)
Iosif, în originalul ebraic Yoséf יוֹסֵף, „El (Domnul) adaugă”; în arabă: يوسف, Yusuf ; in latină "Josephus", este un personaj important al Cărții Facerii (sau a Genezei) din Biblia ebraică (Vechiul Testament). El a fost cel de-al unsprezecelea fiu al patriarhului Iacob și cel dintâi al Rahelei. El este pomenit și în Coran sub numele Yusuf sau Yusef. A fost supranumit și Iosif Visătorul בעל החלומות sau Iosif cel Frumos.
 
Isaac, fiul lui Avraam, a avut doi fii: pe Esau și pe Iacob. Lui Iacob i-a dăruit Dumnezeu 12 fii și o fată. Toți feciorii lui erau voinici și sănătoși. Mergeau zilnic cu turmele la pășune. Între fiii lui Iacob, cel mai așezat și mai cuminte era Iosif.

## Tinerețea și visurile
Iosif nu ieșea niciodată din voia părinților, vorbea numai prin cuvinte frumoase și se temea de Dumnezeu. Părinții îl iubeau mult pe Iosif și pentru a-l cunoaște mai ușor între ceilalți fii, ei i-au făcut o haină lungă și aleasă. Unii dintre frați însă nu-l iubeau pe Iosif, întrucât acesta îi mustra adesea pentru faptele și cuvintele lor cele urâte. Într-o zi, Iosif a povestit fraților săi visul acesta: „Eram la câmp cu toții și legam snopi. Snopii mei stăteau drept, iar ai voștri se plecau spre ai mei“. Într-o altă zi, el le-a mai spus un alt vis, prin care „se părea că soarele, luna și unsprezece stele se aplecau și se închinau în fața mea“. Atunci frații s-au mâniat și au strigat: „Cum! Să ajungi mai mare decât noi și să ne închinăm ție? Asta nu se va întâmpla niciodată!“. Și așa, frații și-au pus în gând să-l piardă pe Iosif...

## Iosif este vândut de frații săi

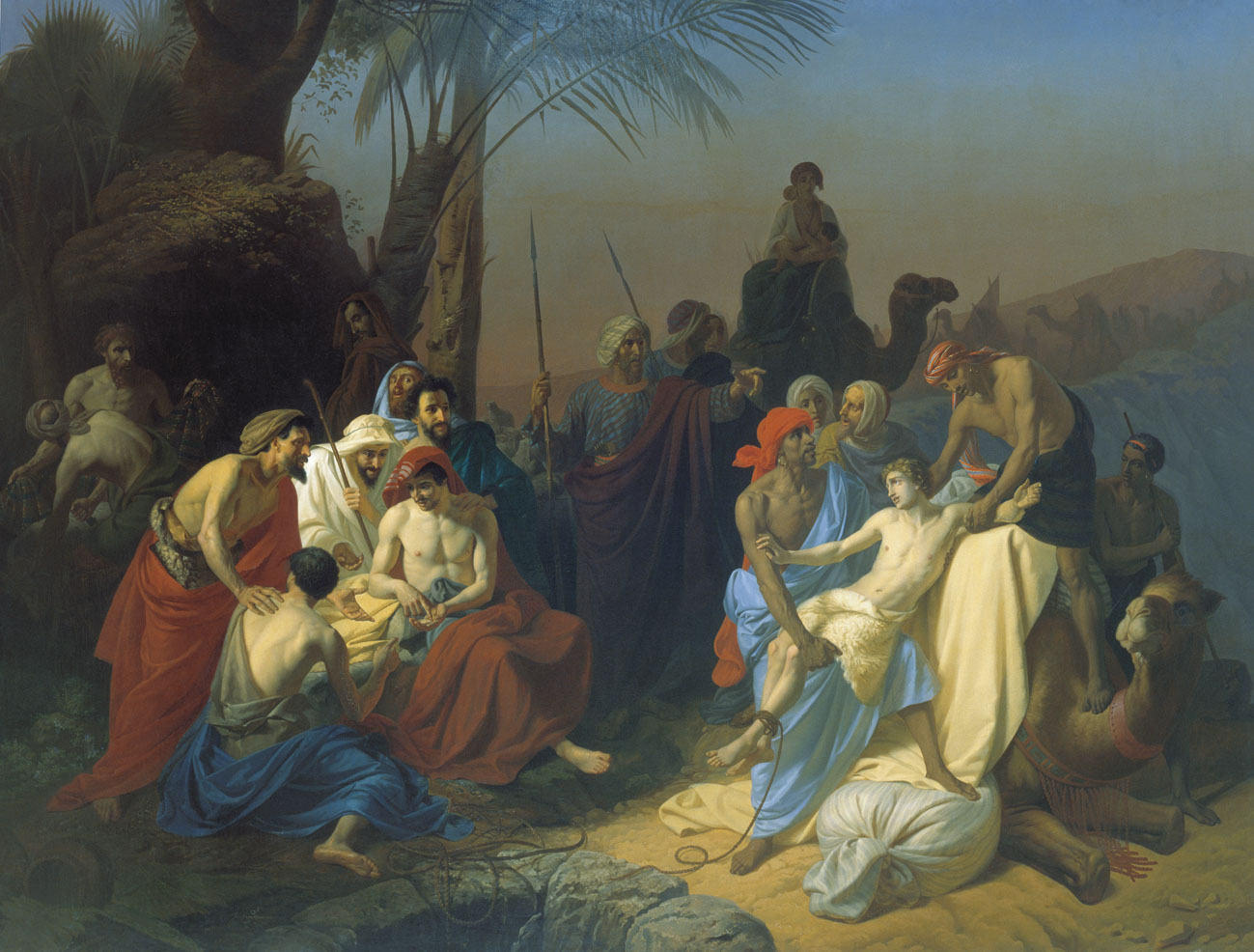
Iosif este vândut de către frații săi mai mari, pictură de Konstantin Flavitsky, 1855

Într-o zi, pe când fiii lui erau cu turmele la pășune, bătrânul Iacob îl trimise pe fiul lui cel iubit să-i aducă vești despre ce fac ei pe acolo. Iosif era acum de 17 ani. Fiind foarte ascultător și-a luat repede haina cea frumoasă și a pornit spre câmp. Când aproape să ajungă spre locul în care se aflau frații lui, aceștia au zis: „Veniți, să-l omorâm și să zicem că l-a mâncat o fiară sălbatică. Tata ne va crede“. Unul dintre frați (Ruben) le spuse să nu-l omoare, căci uciderea de frate este cel mai mare păcat. „Aruncați-l într-o groapă pustie și-l lăsați acolo“, spuse fratele acela, care îl iubea pe Iosif și care voia să-l scape de la moarte. Când a ajuns la frații săi, ei l-au prins, l-au dezbrăcat de haina cea frumoasă și l-au aruncat într-o fântână părăsită. Dar tocmai atunci treceau pe acolo niște neguțători din Egipt (numiți „ismaeliți” - probabil de la Ismael, fratele lui Isaac), care cumpărau și oameni. Și ce gândise unul dintre ei (Yehuda - adica Iuda)? Să-l dea pe fratele lor negustorilor, căci dacă acesta va muri în groapă, tot păcatul lor va fi. Frații s-au învoit și l-au vândut pe Iosif cu 20 de arginți. Cum mai plângea bietul copil, dar numai unul dintre frați era înduioșat de lacrimile acestuia. Neguțătorii l-au așezat sus pe o cămilă și au pornit spre Egipt. Pentru a-și acoperi fapta, frații cei nemiloși au tăiat un ied, au rupt haina cea frumoasă a lui Iosif și au înmuiat-o în sânge. Seara au dus haina și i-au arătat-o lui Iacob, spunându-i că fiul lui cel iubit a fost mâncat de o fiară sălbatică. Bătrânul plânse mult după fiul lui cel iubit.

## Iosif în Egipt
În Egipt, Iosif a fost vândut unui slujbaș împărătesc. Fiindcă s-a purtat bine, Iosif a ajuns mai mare peste toate slugile acestuia. Soția slujbașului însă era o femeie foarte rea - de fapt il placea pe Iosif deoarece era "chipeș la corp si frumos la față" și dorea sa fie al ei, dar Yosef (Iosif) nu dorea; de aceea tânărul a ajuns în închisoare. Era rău după gratii, însă el avea nădejde în bunul Dumnezeu și nu se temea de nimic. În închisoare, Iosif a tălmăcit visurile paharnicului împăratului și al pitarului împăratului, care fuseseră închiși din ordinul lui Faraon. Peste trei zile, toate s-au împlinit după cum tălmăcise Iosif. Pitarul a fost spânzurat, iar paharnicul a fost eliberat și pus din nou în slujba sa.Paharnicul a ieșit vesel din închisoare. Iosif s-a apropiat de paharnic și i-a zis să nu-l uite și să-l scoată din închisoare, căci este nevinovat.

## Tălmăcirea viselor
După doi ani a avut și faraonul un vis ciudat. Se făcea că, stând pe malul unui lac, au ieșit din apă șapte vaci grase și după ele au ieșit șapte vaci slabe. Vacile cele slabe le-au mâncat pe cele grase, dar tot slabe au rămas. Apoi, dintr-un pai au crescut șapte spice pline, apoi șapte spice goale. Spicele cele goale le-au înghițit pe cele pline și tot goale au rămas.Faraon nu înțelegea visele și era neliniștit. A chemat la curtea lui mulți magi învățați, dar nici unul dintre ei nu știa să interpreteze visurile lui. Atunci paharnicul și-a amintit de Iosif și i-a vorbit faraonului despre el. Trimițând îndată după el, Iosif a venit în fața Faraonului și i-a zis: „Prin vis, Dumnezeu îți vestește că vor veni șapte ani roditori și după ei vor urma șapte ani neroditori. Atunci va fi lipsă și foamete mare. Să pui, deci, om care să strângă bucate și pentru anii cei răi“. Lui Faraon i-au plăcut cuvintele spuse de tânărul Iosif și pentru aceasta l-a scos din închisoare și l-a pus mai mare peste toți oamenii din țara sa. Așadar, Iosif a instituit pravila ca a 5-a parte din recoltă să fie dată Faraonului, gratis. În cei 7 ani de rodnicie, s-a adunat partea faraonului în depozite mari iar când au început anii de secetă, grâul a fost vândut poporului care suferea de foame. Când poporul nu a mai avut bani, Iosif le-a spus (după cu reiese din Facerea) să aducă vitele lor și vor primi grâu în schimbul acestora. Când vitele au fost date toate faraonului, Iosif le-a zis că pot primi grâu în schimbul pământurilor lor, (Facerea) așa că, până la terminarea anilor de secetă, Faraonul avea și pământurile, și vitele, și banii poporului egiptean, lucru care Faraonului i-a plăcut mult și l-a lăudat pe Iosif. Acest lucru în face pe Iosif să fie un jefuitor atroce care nu poate fi dat ca pildă de om drept.

## Frații lui Iosif vin în Egipt
După șapte ani plini de rod, au urmat cei șapte ani neroditori, după cum tălmăcise Iosif. Acum era foamete mare în Egipt și în alte țări. Foametea s-a extins și peste Canaan, unde locuia Iacob și frații lui Iosif. Mulți oameni cerșeau la curtea lui Faraon. Printre aceștia, au sosit într-o zi și frații lui Iosif. Iacob însă a trimis numai zece dintre copiii lui, pe Beniamin (fratele lui Iosif, născut din aceeași mamă) oprindu-l acasă, pentru a nu-l pierde așa cum îl pierduse pe Iosif. Când au ajuns la curtea lui Faraon, Iosif i-a recunoscut, dar nu li s-a descoperit. Întrebându-i despre ei, interesându-se de tatăl lor și de fratele cel mai mic, aceștia i-au spus că sunt unsprezece frați, dar cel mai mic a rămas acasă. Iosif le-a zis: „Sunteți spioni!“ Și i-a aruncat în închisoare.Apoi a poruncit să le umple sacii cu grâu și să pună argintul pe care ei îl aduseseră ca plată deasupra. Când au fost toate gata, i-a scos și le-a zis: „Acum puteți merge în țara voastră. Simeon rămâne aici, închis, până când îl aduceți pe Beniamin. Numai așa pot ști că nu sunteți spioni. Dacă vă întoarceți fără fratele cel mai mic, nu mai primiți bucatele“.Când au ajuns acasă, frații au povestit tatălui lor ce li s-a întâmplat. Iar când au dezlegat sacii au aflat argintul în sacii lor și s-au înspăimântat. Iacob a început atunci să plângă, spunând: „Iosif nu mai este, Simeon nu mai este și acum este vorba să-l pierd și pe micul meu Beniamin. Toate au venit asupra mea! Voi îmi răpiți copiii!“.Bucatele s-au isprăvit repede. Nevoit fiind, Iacob i-a trimis din nou pe feciorii lui după hrană, de data aceasta lăsându-l și pe Beniamin cu ei.

## Reîntâlnirea dintre tată și fiu

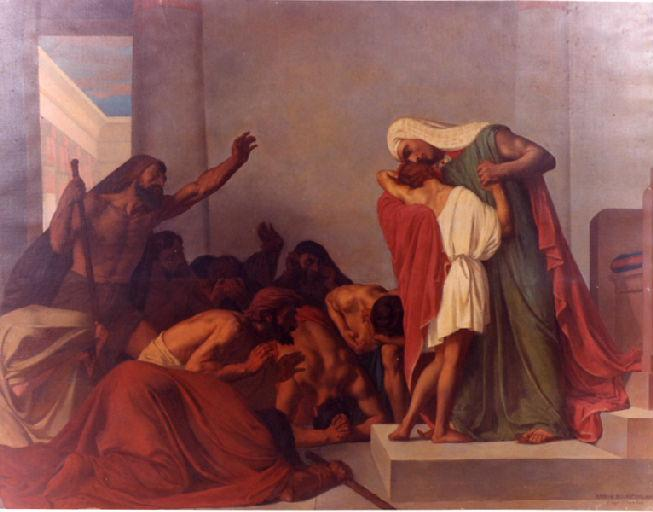
Iosif este recunoscut de către frații săi (Léon Pierre Urbain Bourgeois, 1863)

Astfel, aceștia au luat daruri, bani și saci și au pornit spre Egipt. Iosif i-a primit bine, i-a așezat la o masă bogată și i-a ospătat. Apoi a poruncit să li se umple sacii cu grâu și, pe ascuns, să pună paharul în sacul lui Benyamin (Veniamin). Frații au plecat spre casă veseli. Deodată niște ostași i-au oprit, strigându-le: „Stați pe loc! Voi v-ați purtat ca niște hoți și ați plătit binele cu rău. Unul dintre voi a furat cupa de argint al domnului nostru”. Atunci, soldații au căutat și au aflat paharul în sacul lui Beniamin. I-au întors în Egipt și i-au dus în fața lui Iosif. Stând în genunchi, cei unsprezece frați așteptau pedeapsa domnului. „Cel ce a furat paharul va rămâne rob, iar voi vă veți întoarce la casa voastră”, spuse Iosif cu durere. Atunci, unul dintre frați se oferise el să rămână, ca să nu-i rupă inima bătrânului Iacov. Iosif nu s-a mai putut abține și printre lacrimi a strigat: „Eu sunt fratele vostru, Iosif! Mai trăiește oare tatăl meu?”. Mângâindu-și frații înspăimântați, Iosif le-a zis: „Nu vă temeți! Dumnezeu mi-a purtat de grijă. Dacă nu mă vindeați, acum nu era cine să vă scape de sărăcie și de foamete. Mergeți în Canaan și-l aduceți și pe tatăl nostru aici”.
Atunci, Iosif și-a sărutat frații în semn de iertare. Aceștia s-au întors acasă, povestind cele întâmplate. Deși era bătrân, avea 130 de ani, Iacov a părăsit totuși Canaanul și a mers în Egipt unde a mai trait 17 ani, la fiul lui cel iubit.